# Кюн, Николас-Геррит
Ни́колас-Ге́ррит Кюн (нем. Nicolas-Gerrit Kühn; род. 1 января 2000, Вунсторф, Нижняя Саксония) — немецкий футболист, вингер итальянского клуба «Комо».

## Клубная карьера
Кюн — воспитанник клубов «Клейн Хейдорн», «Вуншторф», «Санкт-Паули», «Ганновер 96» и РБ Лейпциг. В начале 2018 года игрок подписал контракт с амстердамским «Аяксом». Сумма трансфера составила два млн. евро. 16 марта в матче против «Де Графсхап» он дебютировал в Эрстедивизи за команду дублёров. В начале 2020 года Кюн вернулся в Германию, став игроком мюнхенской «Баварии», но не смог выиграть конкуренцию и выступал за дублирующий состав. Летом 2021 года игрок на правах аренды перешёл в «Эрцгебирге». 25 июля в матче против «Нюрнберга» он дебютировал во Второй Бундеслиге. 24 сентября в поединке против «Яна» Николас забил свой первый гол за «Эрцгебирге».
Летом 2022 года Кюн перешёл в венский «Рапид». 24 июля в матче против «Рида» он дебютировал в австрийской Бундеслиге. 26 октября в поединке против «Хартберга» Николас забил свой первый гол за «Рапид».
В начале 2024 года Кюн подписал контракт на 5,5 лет в шотландским «Селтиком». Сумма трансфера составила 3,5 млн евро.
11 июля 2025 года перешёл в итальянский «Комо», подписав четырёхлетний контракт до середины 2029 года

## Международная карьера
В 2017 году Кюн в составе юношеской сборной Германии принял участие в юношеском чемпионате мира в Индии. На турнире он сыграл в матчах против команд Коста-Рики, Гвинеи и Бразилии. В поединке против гвинейцев Николас забил гол.